# Nummer 1-hits in de Billboard Hot 100 in 2001
Deze hits stonden in 2001 op nummer 1 in de Billboard Hot 100.
| Datum        | Artiest                                  | Titel                    |
| ------------ | ---------------------------------------- | ------------------------ |
| 6 januari    | Destiny's Child                          | Independent women part 1 |
| 13 januari   | Destiny's Child                          | Independent women part 1 |
| 20 januari   | Destiny's Child                          | Independent women part 1 |
| 27 januari   | Destiny's Child                          | Independent women part 1 |
| 3 februari   | Shaggy & Ricardo 'Rikrok' Ducent         | It wasn't me             |
| 10 februari  | Shaggy & Ricardo 'Rikrok' Ducent         | It wasn't me             |
| 17 februari  | OutKast                                  | Ms. Jackson              |
| 24 februari  | Joe & Mystikal                           | Stutter                  |
| 3 maart      | Joe & Mystikal                           | Stutter                  |
| 10 maart     | Joe & Mystikal                           | Stutter                  |
| 17 maart     | Joe & Mystikal                           | Stutter                  |
| 24 maart     | Crazy Town                               | Butterfly                |
| 31 maart     | Shaggy & Rayvon                          | Angel                    |
| 7 april      | Crazy Town                               | Butterfly                |
| 14 april     | Janet Jackson                            | All for you              |
| 21 april     | Janet Jackson                            | All for you              |
| 28 april     | Janet Jackson                            | All for you              |
| 5 mei        | Janet Jackson                            | All for you              |
| 12 mei       | Janet Jackson                            | All for you              |
| 19 mei       | Janet Jackson                            | All for you              |
| 26 mei       | Janet Jackson                            | All for you              |
| 2 juni       | Christina Aguilera, Lil' Kim, Mýa & P!nk | Lady Marmalade           |
| 9 juni       | Christina Aguilera, Lil' Kim, Mýa & P!nk | Lady Marmalade           |
| 16 juni      | Christina Aguilera, Lil' Kim, Mýa & P!nk | Lady Marmalade           |
| 23 juni      | Christina Aguilera, Lil' Kim, Mýa & P!nk | Lady Marmalade           |
| 30 juni      | Christina Aguilera, Lil' Kim, Mýa & P!nk | Lady Marmalade           |
| 7 juli       | Usher                                    | U remind me              |
| 14 juli      | Usher                                    | U remind me              |
| 21 juli      | Usher                                    | U remind me              |
| 28 juli      | Usher                                    | U remind me              |
| 4 augustus   | Destiny's Child                          | Bootylicious             |
| 11 augustus  | Destiny's Child                          | Bootylicious             |
| 18 augustus  | Alicia Keys                              | Fallin'                  |
| 25 augustus  | Alicia Keys                              | Fallin'                  |
| 1 september  | Alicia Keys                              | Fallin'                  |
| 8 september  | Jennifer Lopez & Ja Rule                 | I'm real                 |
| 15 september | Jennifer Lopez & Ja Rule                 | I'm real                 |
| 22 september | Jennifer Lopez & Ja Rule                 | I'm real                 |
| 29 september | Alicia Keys                              | Fallin'                  |
| 6 oktober    | Alicia Keys                              | Fallin'                  |
| 13 oktober   | Alicia Keys                              | Fallin'                  |
| 20 oktober   | Jennifer Lopez & Ja Rule                 | I'm real                 |
| 27 oktober   | Jennifer Lopez & Ja Rule                 | I'm real                 |
| 3 november   | Mary J. Blige                            | Family affair            |
| 10 november  | Mary J. Blige                            | Family affair            |
| 17 november  | Mary J. Blige                            | Family affair            |
| 24 november  | Mary J. Blige                            | Family affair            |
| 1 december   | Mary J. Blige                            | Family affair            |
| 8 december   | Mary J. Blige                            | Family affair            |
| 15 december  | Usher                                    | U got it bad             |
| 22 december  | Nickelback                               | How you remind me        |
| 29 december  | Nickelback                               | How you remind me        |

1940 ·
1941 · 
1942 ·
1943 ·
1944 ·
1945 ·
1946 ·
1947 ·
1948 ·
1949 ·
1950 ·
1951 ·
1952 ·
1953 ·
1954 ·
1955 ·
1956 ·
1957 ·
1958 ·
1959 ·
1960 ·
1961 ·
1962 ·
1963 ·
1964 ·
1965 ·
1966 ·
1967 ·
1968 ·
1969 ·
1970 ·
1971 ·
1972 ·
1973 ·
1974 ·
1975 ·
1976 ·
1977 ·
1978 ·
1979 ·
1980 ·
1981 ·
1982 ·
1983 ·
1984 ·
1985 ·
1986 ·
1987 ·
1988 ·
1989 ·
1990 ·
1991 ·
1992 ·
1993 ·
1994 ·
1995 ·
1996 ·
1997 ·
1998 ·
1999 ·
2000 ·
2001 ·
2002 ·
2003 ·
2004 ·
2005 ·
2006 ·
2007 ·
2008 ·
2009 ·
2010 ·
2011 ·
2012 ·
2013 ·
2014 ·
2015 ·
2016 ·
2017 ·
2018 ·
2019 ·
2020 ·
2021 ·
2022 ·
2023
- Nederland (Top 40)
- Nederland (Single Top 100)
- Nederland (3FM Mega Top 50)
- Vlaanderen (Radio 2 Top 30)
- Vlaanderen (Ultratop 50)
- Vlaanderen (Top 30 van Ultratop)
- Vlaanderen (De Afrekening)
- Wallonië
- Australië
- Denemarken
- Duitsland
- Frankrijk
- Italië
- Noorwegen
- Portugal
- Verenigd Koninkrijk
- Verenigde Staten (Hot 100)